# 穆罕默德马里菲清真寺
穆罕默德马里菲清真寺（土耳其語：Maarifi Sultan Camii）是土耳其伊斯坦布尔的一座清真寺，位于Kartal区，原为马里菲派的哈納卡。
穆罕默德·马里菲是先知穆罕默德的后裔，出生在埃迪尔内（一说在埃及），奥斯曼帝国后期住在Kartal，并在此创立了苏菲派的马里菲派。1818年他在此建立了这个哈納卡。哈納卡在1894年伊斯坦布尔地震中损毁，很快又重建。1925年的土耳其宗教改革禁止哈納卡，于是该建筑改为住宅。1976年该建筑改为清真寺，1980年修建了叫拜楼。
马里菲派的传播仅限于伊斯坦布尔，仅有两座哈納卡，一座位于 Kartal，另一座位于伊斯坦布尔的欧洲一侧。